# John Muench
John Muench (Bedford, 1914 — Ville, 1993) est un lithographe et peintre américain.

## Biographie
Fils de James Adam et Marjorie Kathleen Muench (née Davie), John Davie Muench naît à Bedford, dans le Massachusetts le 15 octobre 1914,,.
Largement autodidacte, Muench suit tout de même une formation à l'Art Students League et au Metropolitan Museum of Art à New York, et séjourne un temps à Paris, où il s'enrôle à l'Académie Julian,.
John Davie Muench épouse Barbara Davey le 6 septembre 1941 à Lovell, dans le Maine ; ils ont quatre enfants ensemble : Robin, Anthony, Katherine, and Jon,. Il abandonne dans un premier temps sa carrière artistique pour s'y installer et travailler dans l'industrie forestière. Cependant, la lithographie qu'il reçoit comme cadeau de mariage l'intrigue et il décide de retourner à New York pour se former sur ce médium auprès du maître-imprimeur George Miller.
Désormais dévoué à son art, John Muench pratique la peinture et la lithographie, qu'il expose localement, dans le Maine, notamment au Farnsworth Art Museum (en) de Rockland et au Bowdoin College Museum of Art (en) de Brunswick ; mais aussi dans le reste des États-Unis et à l'international, notamment au Metropolitan Museum of Art, à la Smithsonian Institution, au Musée d'Israël à Jérusalem et au Victoria and Albert Museum de Londres,.
Muench devient en 1958 directeur de l'école des beaux-arts et des arts appliqués de Portland (Maine) jusqu'en 1965, puis professeur associé d'art à l'École de design de Rhode Island jusqu'en 1676,.
En 1962, Muench est professeur invité au Tamarind Lithography Workshop de Los Angeles, directeur du Maine Printmaking Workshop et artiste en résidence au Westbrook College (en) à Portland,. En 1978, la Portland School of Art (en) lui décerne un doctorat honoris causa. Il est par ailleurs membre du Philadelphia Watercolor Club, d'Audubon Artists, de l'American Society of Graphic Artists et est membre associé de l'Académie américaine des beaux-arts.
John Muench meurt le 13 août 1993 des suites d'un accident de la route.

## Conservation de ses œuvres
- Chicago
  - Art Institute of Chicago[5]
- Madison
  - Madison Museum of Contemporary Art[6]
- New York
  - Museum of Modern Art[7]
  - New York Public Library[8]
- Orono
  - Université du Maine[1]
- Philadelphia
  - Philadelphia Museum of Art[9]
- Portland
  - Portland Art Museum[10]
- Washington, D. C.
  - National Gallery of Art[11]